# Kopswerk
Das Kopswerk I (bis zum Bau des Kopswerk II einfach nur Kopswerk) ist ein Wasserspeicherkraftwerk der illwerke vkw AG im österreichischen Montafon.

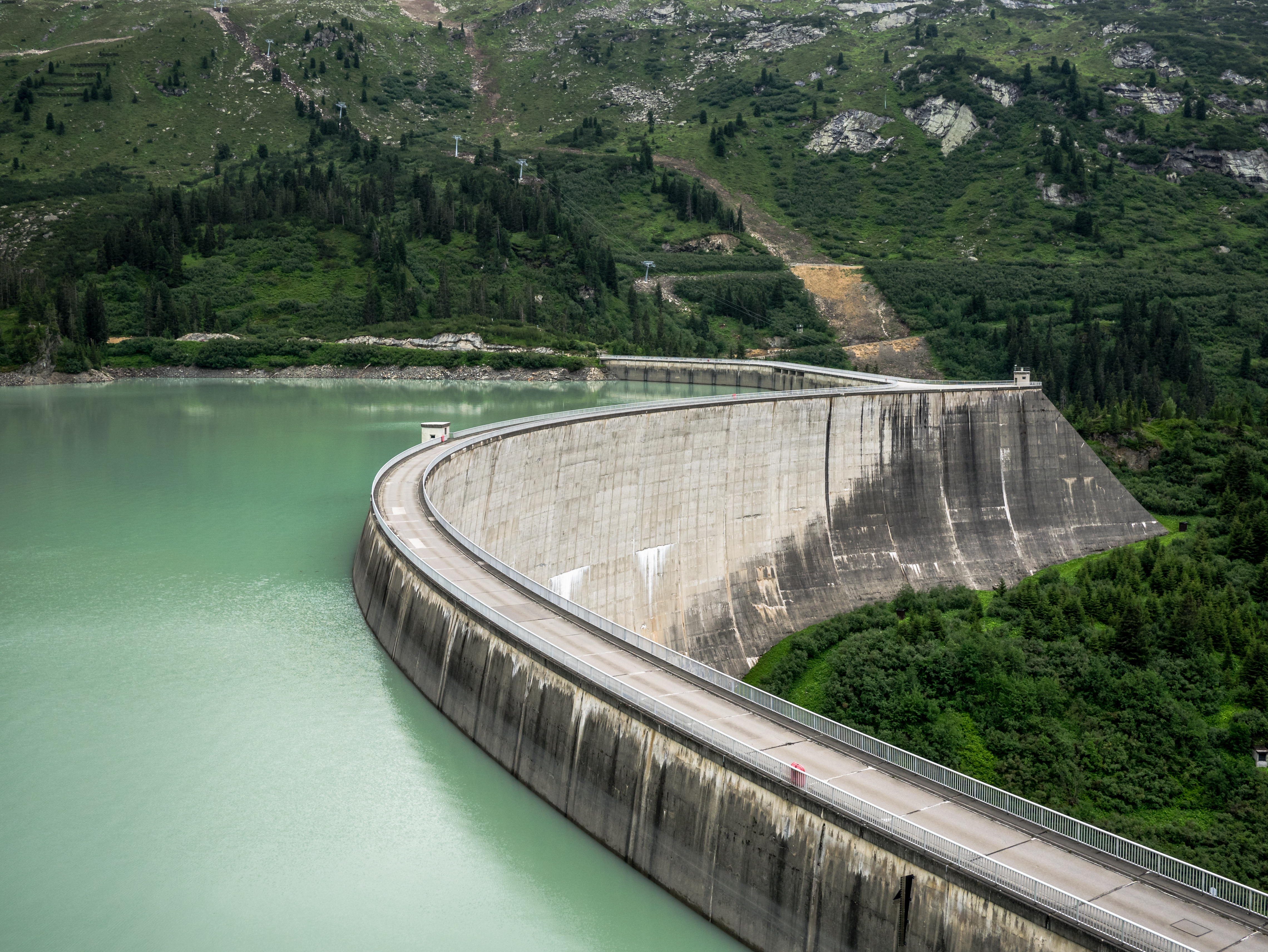
Stausee Kops

Das Krafthaus des Kopswerkes I steht in Partenen und wurde zwischen 1962 und 1969 erbaut. Dort konnte kein lawinen- und murensicherer Standort gefunden werden. Daher mussten das Krafthaus in einer im Fels als Kavernenkraftwerk und die 220-kV-Schaltanlage auf einer Stahlbetonplatte im Ausgleichsbecken Partenen errichtet werden.
Das Kopswerk I nutzt die Höhendifferenz von rund 800 m zum Stausee Kops, um aus Wasserkraft elektrischen Strom zu erzeugen.

## Leistung
Engpassleistung: 247 MW
Regelarbeitsvermögen: 392 GWh

## Technische Daten
Kavernenkrafthaus mit drei horizontalachsigen Maschinengruppen, bestehend aus je einem Generator und zwei zweidüsigen Pelton-Freistrahlturbinen.
- Nennleistung je Doppelturbine 84,6 MW
- Durchfluss je Doppelturbine 12 m3/s
- Rohfallhöhe 780 m
- Drehzahl 500 min−1
- Nennleistung je Generator 102 MVA
- Generator-Nennspannung 12,5 kV
- Ein Hausgenerator mit einer Nennleistung von 800 kVA